# Chiesa di Santo Stefano Protomartire (Appiano Gentile)
La chiesa prepositurale di Santo Stefano Protomartire è la parrocchiale di Appiano Gentile, in provincia di Como ed arcidiocesi di Milano; fa parte del decanato di Appiano Gentile.

## Storia
Sembra che un oratorio dedicato a santo Stefano Protomartire fosse esistente ad Appiano già nel V secolo. Con la fondazione della pieve di Appiano, avvenuta nel XI secolo, la chiesa di Santo Stefano assunse le funzioni di chiesa plebana.
Verso il 1100 la chiesa venne riedificata in stile romanico; di questo edificio rimane l'abside, che, inglobata nel' odierna chiesa, venne dichiarata monumento nazionale il 17 (o 19) maggio 1912. L'anno successivo, l'abside fu restaurata, sotto la supervisione di Federico Frigerio. Dal XIII secolo la chiesa è menzionata con il titolo di prepositurale.

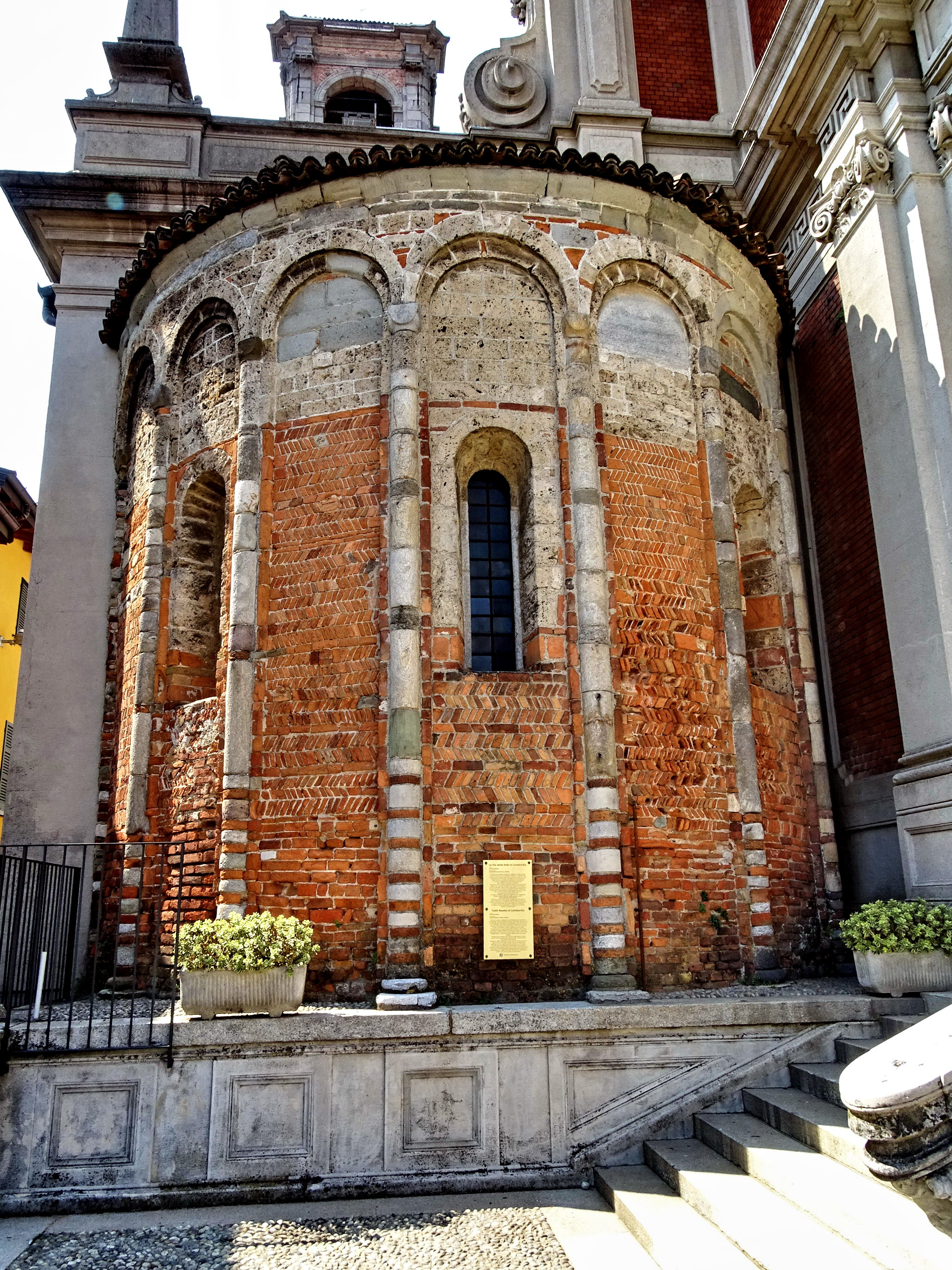
Abside romanica del XII secolo (Monumento nazionale)

In un documento del 1398 si legge che il capitolo di Appiano comprendeva ventidue canonici e che la pieve di Santo Stefano Protomartire aveva trentasei chiese filiali.
Grazie a documenti successivi si conosce che le parrocchie comprese nella pieve foraniale di Appiano erano quelle di Binago, Bulgarograsso, Caccivio, Carbonate, Castelnuovo Bozzente, Cassina Ferrara, Cirimido, Fenegrò, Figliaro, Gerenzano, Guanzate, Limido, Locate, Lomazzo San Vito, Lurago Marinone, Castello Lurate, Mozzate, Oltrona di San Mamette, Rovello, Turate, Veniano, alle quali si aggiunse per un periodo pure Beregazzo.
Nel 1576 (o 1574) l'arcivescovo san Carlo Borromeo, visitando la chiesa, ordinò che fosse rifatta, poiché quella esistente era troppo angusta; dagli atti della stessa visita pastorale si apprende che nelle vicinanze della chiesa trovassero posto altri tre edifici religiosi: la chiesetta di San Giovanni Battista (forse edificata a partire dal battistero che in origine serviva tutta la pieve di Appiano, battistero la cui posizione esatta è tuttora sconosciuta), l'oratorio di Sant'Antonino (a fianco della plebana) e la chiesetta di Sant'Ambrogio (situata in posizione più decentrata). Alla chiesa di San Giovanni apparteneva l'attuale Cappella dei Magi, contenente un ciclo di affreschi quattrocenteschi riportati alla luce nel 1996. 
In un'ulteriore visita pastorale, nel 1583, san Carlo Borromeo ordinò il rifacimento del vecchio battistero.
La nuova chiesa plebana venne costruita su progetto di Pellegrino Tibaldi, accorpando le chiesette ad essa contigue. Il risultato fu un edificio a navata unica, dotato di abside poligonale e nove cappelle laterali. Il nuovo battistero fu pronto nel 1605, mentre la nuova chiesa venne consacrata nel 1643.
Nel 1743 una folgore danneggiò il campanile, che dovette essere demolito nel 1750 e riedificato tra il 1760 ed il 1765-1766.
Nella nota delle parrocchie dello Stato di Milano del 1781 si legge che i parrocchiani di Appiano erano 1340.
Nella seconda metà dell'Ottocento la chiesa plebana si rivelò insufficiente a soddisfare le esigenze della popolazione e, così, si decise di erigerne una nuova; l'ingegnere milanese Giovanni Battista Salvioni venne incaricato di redigere il progetto della struttura(1885), il quale comportò un'inversione dell'orientamento della chiesa, una distruzione della cinquecentesca abside poligonale, l'aggiunta di due navate laterali e la realizzazione del presbiterio sovrastato da una cupola. Al termine del triennio 1886-1889, la capacità ricettiva della chiesa era raddoppiata. Durante i lavori, nel 1891, venne riportata alla luce una lapide funeraria paleocristiana del VI secolo, la quale era stata impiegata nella costruzione dell'abside romanica. Nel 1893 la nuova chiesa fu pronta all'uso.
Nel 1878 il campanile fu dotato di quattro orologi, realizzati dall'appianese Cesare Fontana.
Nel 1901 l'arcivescovo Andrea Carlo Ferrari durante la sua visita annotò che il numero dei fedeli corrispondeva a 4508 e che entrò i confini della parrocchia sorgevano le chiese filiali di Santa Maria della Fontana, della Beata Vergine Maria Addolorata, della Beata Vergine Maria del Carmelo, di Sant'Anna, di San Giovanni Evangelista, della Santa Croce e di San Bartolomeo Apostolo.
Nel 1909 iniziarono i lavori di costruzione della nuova facciata, progettata nel 1897 da Federico Frigerio e terminata nel 1914.
Negli anni 1950 vennero eseguite le opere pittoriche che ornano il battistero.
Nel 1972 il vicariato di Appiano fu trasformato in decanato di Appiano.
Nel 1983 la cupola venne ristrutturata.

## Descrizione

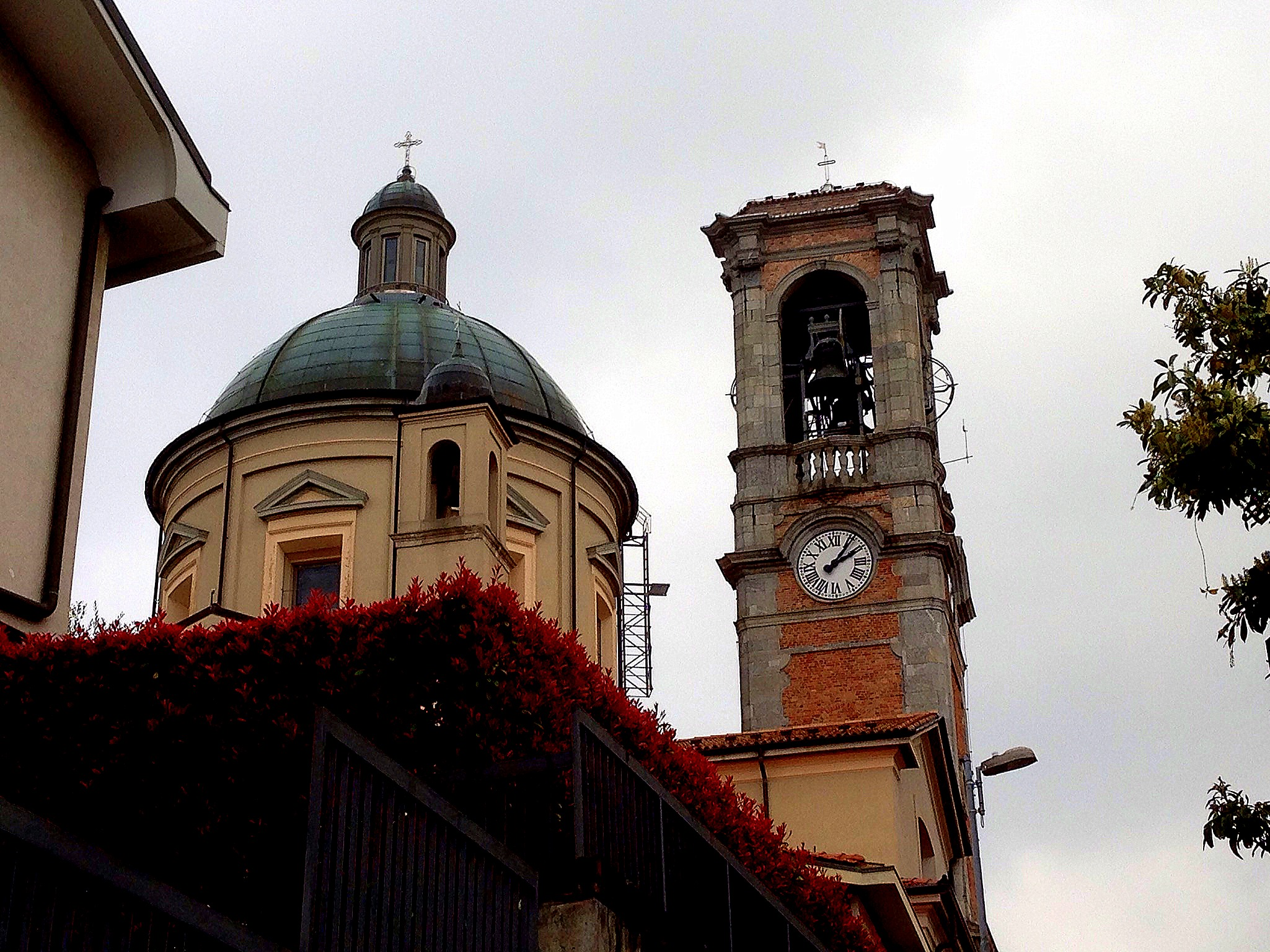
Campanile e cupola

### Esterno
L'edificio di culto, ubicato nel centro storico di Appiano Gentile, è anticipato dall'ampia scalinata a due rampe e si presenta con il fronte principale disegnato da Federico Frigerio nel 1897. La facciata è preceduta da un porticato tripartito, che nella parte centrale ospita un timpano curvo che regge due grandi angeli. Sotto al timpano, una raffigurazione del Martirio di Santo Stefano, opera scolpita dal comasco Pietro Clerici, autore anche dei predetti angeli. Il lato sinistro ospita l'antica abside romanica composta in mattoni posti a lisca di pesce con parti in pietra delimitati da lesene terminati a arco.
Una cupola alta 33 m identifica l'incrocio tra navata principale e transetto, nonché la posizione della mensa eucaristica all'interno della chiesa.
Il campanile è alto 36 m e, dal 1946, ospita un concerto di otto campane in Si bemolle.
Le colonne che racchiudono l'accesso al battistero sono state recuperate dalla demolizione della facciata avvenuta a fine XIX secolo.

### Interno
Opere di pregio conservate all'interno della chiesa sono:
- la tela del Fiammenghino con soggetto Sant'Ambrogio;[10]
- la pala della Crocifissione e Santi, sempre del Fiammenghino;
- l'altare laterale di San Giovanni Battista, che presenta due pale raffiguranti il Battista e la Pietà;
- il quadro con le Sante Anna e Maria Vergine;[1]
- la pala del Martirio di Santo Stefano, eseguita nel 1624 da Panfilo Nuvolone[12][1] e restaurata nel 1986;[10]
- la tela dell'Angelo custode, attribuita a Giuseppe Nuvolone, opera restaurata nel 1987 e proveniente dal Santuario appianese della Madonna del Carmelo;[10]
- la pala di San Carlo Borromeo, eseguita nel 1619 da Giacomo Cavedone;[10]
- la statua della Madonna col Bambino, scolpita nel XV secolo[12][1] e restaurata nel 1987,[10] opera collocata in un altare adornato da un paliotto barocco in scagliola[12];
- gli affreschi dei Miracoli della Madonna del Rosario e la pala della Madonna col Bambino assieme a San Benedetto.[1]

Da segnalare anche l'altare maggiore, in legno intagliato e dorato, realizzato in stile tardobarocco prima del 1643 e attribuito, non senza dubbi, a Giovanni Quadrio.